# Cervejaria Trindade
A Cervejaria Trindade é uma das mais icónicas cervejarias em Lisboa. Localizada na rua Nova da Trindade, na baixa de Lisboa, mais concretamente entre o Bairro Alto e o Chiado.

## Contexto Histórico
Em 1835, na zona da Trindade, existia um convento que havia sido fundado em 1294, o Convento da Santíssima Trindade, pelo frei Martim Anes, frei Estevão de Santarém e frei João Franco. O convento foi depois destruído em 1704 por conta de um incêndio, em 1755 devido ao terramoto e em 1756 devido a um novo incêndio. Com a extinção das ordens religiosas em Portugal no ano de 1834, o convento foi extinto.

### Criação da Cervejaria
Assim, em 1835, Manuel Moreira Garcia comprou o edifício do Convento da Santíssima Trindade e montou na Igreja, claustro e antigo refeitório do convento a Fábrica da Cerveja da Trindade e, no ano seguinte, em 1836, a Cervejaria Trindade. Manuel Moreira Garcia remodelou completamente o espaço, aproveitando o revestimento azulejar do antigo convento para decorar o espaço. Para complementar, em 1863, encomendou painéis de azulejo a Luís Ferreira (diretor artístico da Fábrica de Cerâmica Viúva Lamego), que pintou painéis alegóricos, na medida em que representam as quatro estações (Verão, Outono, Inverno, Primavera) e os quatro elementos (Ar, Fogo, Água, Terra).

## Período Contemporâneo
Em 1934, a Central de Cervejas comprou a Fábrica e a Cervejaria da Trindade, sendo a primeira vez que a cervejaria já não estava em posse da família Moreira Garcia. Em 1986, a câmara Municipal de Lisboa decidiu integrá-la no seu património cultural, e o imóvel da Cervejaria foi declarado como Património Cultural da cidade de Lisboa de relevante valor histórico-cultural pela Direção Geral do Turismo. No final de 2007, a Cervejaria foi adquirida pelo grupo Portugália Restauração.